# Statistical Papers
Statistical Papers ist eine englischsprachige Statistik-Fachzeitschrift unter Peer-Review, die den von 1960 bis 1987 erschienenen Statistischen Heften nachfolgte.

## Geschichte
Die Fachzeitschrift Statistische Hefte: internationale Zeitschrift für Theorie und Praxis  wurde 1960 von Günter Menges gegründet und von diesem bis 1983 herausgegeben. Danach wurde sie von 1983 bis 1987 von Günter Bamberg und Hans Schneeweiß unter dem Titel Statistische Hefte / Statistical Papers herausgegeben. Ab 1988 wurde die bis dahin mehrsprachige Tradition aufgegeben und beschlossen, nur noch Artikel in englischer Sprache zu veröffentlichen. Dies wurde auch durch die Umbenennung in Statistical Papers / Statistische Hefte signalisiert und war mit einer neuen ISSN verbunden. Die Bandzählung der Statistischen Hefte wurde weitergeführt, so dass die Statistical Papers im Jahr 1988 mit Band 29 starteten. Ab 1995 entfiel der Zusatz  Statistische Hefte im Titel der Zeitschrift, so dass dieser seither nur noch Statistical Papers ist. Im Jahr 1996 wurde Götz Trenkler anstelle von Hans Schneeweiß neben Günter Bamberg Mitherausgeber. Danach kam es in mehrjährigen Abständen zu Wechseln in der Herausgeberschaft. Im Jahr 2023 ist der österreichische Statistiker Werner G. Müller koordinierender Herausgeber der Statistical Papers.